# П'єр Рішар-Вільм
П'єр Ріша́р-Вільм (фр. Pierre Richard-Willm, справжнє ім'я — Алекса́ндр-П'єр Ріша́р (фр. Alexandre-Pierre Richard); 3 листопада 1895, Байонна, Атлантичні Піренеї, Франція — 2 квітня 1983, Париж, Франція) — французький актор театру та кіно.

## Біографія
Александр-П'єр Рішар народився в сім'ї інженера. Його мати, Елізабет-Фанні Вільм, померла у віці тридцяти одного року, і його виховувала бабуся по матері. У 1913—1914 роках він навчався в школі Школі образотворчого мистецтва (фр. École des Beaux-Arts) в Нанті, потім у 1916 році був мобілізований до армії та воював під час Першої світової війни. Після війни він став скульптором, а в 1921 році почав грати невеликі ролі на театральній сцені Народного театру Моріса Поттеше в Бюссані. Від 1925 до 1929 року був актор Театру Одеон, дебютувавши там роллю у постановці «Дами з камеліями» Александра Дюма (сина).
У 1924 році Александр-П'єр Рішар брав участь у художньому конкурсі до VIII Олімпійських ігор у Парижі, створивши групу скульптур з регбі та катання на ковзанах.
Рішар-Вільм, дебютувавши в кіно роллю у фільмі Альберто Кавальканті «Усе його життя» (1930), став згодом популярним актором французького кіно 1930—1940 років, знавшись загалом у 40 фільмах. У 1943 році він зіграв свою найвідомішу роль Едмона Дантеса у двох серіях кіноадаптації «Графа Монте-Крісто» Александра Дюма-батька: «Граф Монте-Крісто: Едмон Дантес» та «Граф Монте-Крісто: Відплата» (режисер Робер Верне). Знімався також у фільмах П'єра Бійона, Макса Офюльса, Жака Фейдера, Жульєна Дювів'є, Марка Аллегре, Марселя Л'Ерб'є.
Після закінчення акторської кар'єри, у 1950-х роках Рішар-Вільм керував Народним театром (фр. Théâtre du Peuple) у Бюссані. У 1975 році він опублікував свою автобіографію під назвою «Loin des Étoiles» (укр. Далеко від зірок).
Рішар-Вільм помер у Парижі 2 квітня 1983 року у віці 87 років. Похований на кладовищі в Бюссані, Вогези.

## Фільмографія
| Рік  |   | Українська назва                | Оригінальна назва                                    | Роль                                    |
| ---- | - | ------------------------------- | ---------------------------------------------------- | --------------------------------------- |
| 1930 | ф | Усе його життя                  | Toute sa vie                                         | Стенлі Ваннінг                          |
| 1931 | ф | Одного вечора на фронті         | Un soir, au front                                    | лейтенант Сіредон                       |
| 1931 | ф | Канікули диявола                | Les vacances du diable                               | доктор Рейнольдс                        |
| 1931 | ф | Навколо одного розслідування    | Autour d'une enquête                                 | Поль Брент                              |
| 1932 | ф | Невеликий пробіл                | Le petit écart                                       | Бернар Еллер, адвокат                   |
| 1932 | ф | Під шкіряною каскою             | Sous le casque de cuir                               | капітан Сурв'ян                         |
| 1932 | ф | Кікі Кікі                       | Кікі Kiki                                            | Реймон Леруа                            |
| 1932 | ф | Крихітта                        | Baby                                                 | лорд Сесіль                             |
| 1932 | ф | Кохати Перголезе                | Les amours de Pergolèse                              | Перголезе                               |
| 1933 | ф | Дочка полку                     | La fille du régiment                                 | лорд Роберт                             |
| 1933 | ф | Яструб                          | L'épervier                                           | Рене де Тьєрраше                        |
| 1934 | ф | Велика гра                      | Le grand jeu                                         | П'єр Мартель / П'єр Мюллер              |
| 1934 | ф | Фанатизм                        | Fanatisme                                            | Марсель Беннард                         |
| 1934 | ф | Будинок в дюнах                 | La maison dans la dune                               | Сільван                                 |
| 1934 | ф | Московські ночі                 | Les nuits moscovites                                 | капітан Ігнатов                         |
| 1934 | ф | Князь Жан                       | Le prince Jean                                       | князь Жан д'Аксель                      |
| 1935 | ф | Імперська дорога                | La route impériale                                   | полковник Брент                         |
| 1935 | ф | Баркарола                       | Barcarolle                                           | Б'янко Коллоредо                        |
| 1935 | ф | Страдіварі                      | Stradivarius                                         | Шандор Телекі                           |
| 1936 | ф | Анна-Марія                      | Anne-Marie                                           | винахідник                              |
| 1936 | ф | Гроші                           | L'argent                                             | Саккар                                  |
| 1936 | ф | На службі у царя                | Au service du tsar                                   | граф Михайло Антонович Томський         |
| 1937 | ф | Південний поштовий              | Courrier Sud                                         | Жак Берні                               |
| 1937 | ф | Йошивара                        | Yoshiwara                                            | лейтенант Серж Полєнов                  |
| 1937 | ф | Бальний записник                | Un carnet de bal                                     | Ерік Ірвін                              |
| 1937 | ф | Дама Малакі                     | La dame de Malacca                                   | князь Селім                             |
| 1937 | ф | Трагедія імперії                | La tragédie impériale                                | Граф Ігор Курлов                        |
| 1938 | ф | Княгиня Тараканова              | La principessa Tarakanova                            | граф Олексій Орлов, фаворит Катерини II |
| 1938 | ф | Вертер                          | Le roman de Werther                                  | Вертер                                  |
| 1939 | ф | Сердечний союз                  | Entente cordiale                                     | капітан Шарль Руссель                   |
| 1939 | ф | Закон півночі                   | La loi du nord                                       | Роберт Шоу                              |
| 1941 | ф | Щасливі дні                     | Les jours heureux                                    | Мішель                                  |
| 1942 | ф | Герцогиня Ланже                 | La duchesse de Langeais                              | Арман де Монріво                        |
| 1942 | ф | Перехрестя                      | La croisée des chemins                               | Паскаль Рувре                           |
| 1943 | ф | Граф Монте-Крісто: Едмон Дантес | Le comte de Monte Cristo, 1ère époque: Edmond Dantès | Едмон Дантес, граф Монте-Крісто         |
| 1943 | ф | Граф Монте-Крісто: Відплата     | Le comte de Monte Cristo, 2ème époque: Le châtiment  | Едмон Дантес, граф Монте-Крісто         |
| 1944 | ф | Наречена пітьми                 | La fiancée des ténèbres                              | Ролан Самблака                          |
| 1947 | ф | Любовні мрії                    | Rêves d'amour                                        | Франц Ліст                              |
| 1947 | ф | Прекрасна подорож               | Le beau voyage                                       | Рішар Леманн                            |